# Wangsong
Wangsong (kinesiska: 望松, 望松乡) är en socken i Kina. Den ligger i provinsen Zhejiang, i den östra delen av landet, omkring 210 kilometer söder om provinshuvudstaden Hangzhou. Antalet invånare är 8619. Befolkningen består av 4 102 kvinnor och 4 517 män. Barn under 15 år utgör 15,0 %, vuxna 15-64 år 72 %, och äldre över 65 år 11,0 %.
Genomsnittlig årsnederbörd är 2 268 millimeter. Den regnigaste månaden är juni, med i genomsnitt 433 mm nederbörd, och den torraste är januari, med 65 mm nederbörd.